# Tossal de les Pletes
El Tossal de les Pletes és una muntanya de 873 metres que es troba entre els municipis d'Alòs de Balaguer i de Camarasa, a la comarca catalana de la Noguera.